# Roberto Manzi
Roberto Manzi (ur. 21 marca 1959 w Rimini) – włoski szermierz, szpadzista. Brązowy medalista olimpijski i dwukrotny medalista mistrzostw świata.
Na igrzyskach olimpijskich w Los Angeles w 1984 roku reprezentacja Włoch w składzie: Stefano Bellone, Sandro Cuomo, Cosimo Ferro, Roberto Manzi i Angelo Mazzoni zdobyła drużynowo brązowy medal.
Podczas mistrzostw świata w Wiedniu w 1983 roku wspólnie z Sandro Cuomo, Stefano Bellone i Angelo Mazzonim wywalczył brązowy medal drużynowo. W tej samej konkurencji zdobył następnie srebrny medal na mistrzostwach świata w Barcelonie dwa lata później.